# Idriz Hošić
Idriz Hošić (n. el 17 de febrero de 1944, Prijedor) es un exfutbolista bosnio que jugó como delantero en el FK Partizan, 1. FC Kaiserslautern, entre otros, y la selección de Yugoslavia, con quien fue subcampeón de la Eurocopa 1968.